# 古川優奈
古川 優奈（こがわ ゆうな、2001年 (平成13年) 9月8日 - ）は、日本の女性ファッションモデル、タレント、グラビアモデル、女優、歌手、YouTuberで、元ダンサー。株式会社ケイポイント所属。『egg』の元専属モデル。愛称およびタレント活動名義は「ゆうちゃみ」。
大阪府東大阪市出身。令和の白ギャルとも称される。妹は『egg』専属モデル・タレントの「ゆい小池（ゆいちゃみ）」こと古川結菜。東大阪市立小阪小学校・同市立小阪中学校卒業。

## 経歴
幼少期はEXPG生として、EXILEのバックダンサーとして活動していた。
2014年に「東京ガールズオーディション」のファイナリストに選出されたことをきっかけに、モデルとして活動開始。2015年1月、「第23回ピチレモン専属モデルオーディション」でグランプリを獲得。同年から『ピチレモン』専属モデルとして活動。2016年から『ラブベリー』レギュラーモデルとして活動。2018年3月30日から『Popteen』レギュラーモデルとして活動。2019年5月1日から『egg』専属モデルとして活動。
2020年頃からタレント活動開始。2022年度上半期ブレイクタレントランキングにて第1位となる。2023年4月24日発売の『egg』2023春号をもって、4年間務めた同誌の専属モデルを卒業した。11月20日にネイルオブザイヤー2023の授賞式が行われ、2年連続受賞した。
2024年、実妹・ゆいちゃみと共に株式会社Loversとの業務提携終了と併せて、所属事務所を株式会社I'ma（イマ）からもう一つの業務提携先である株式会社ケイポイントへ完全移籍する。

## 人物
- 2022年2月8日、日本テレビバラエティ特番『サバイバル水鉄砲!一撃』のロケ中に転倒、左下腿骨を骨折。翌9日に手術を受け、1週間程度入院する予定であることを同局が発表[12]。
- 2022年9月22日放送『プレバト!!』において「47都道府県 ふるさと戦」大阪編で、古川の詠んだ「街は秋写ルンですを巻く五秒」が1位を獲得し、大阪のポスターに掲載されることになった[13]。
- 2022年11月17日、『FRIDAYデジタル』にキックボクサー玖村将史とのデートが報じられ交際を認めた[14][15]。同月20日に出演したTBS系『サンデージャポン』にて交際のきっかけは「K-1の応援公式ギャルをしていて、逆ナンした」と明かした[15]。12月3日の『K-1 WORLD GP 2022 JAPAN〜初代バンタム級王座決定トーナメント〜』では勝利した玖村との2ショットを披露している[16]。玖村にキックボクシングを教えてもらい、7kg痩せたが、スパルタ方式で厳しいと語っている。
- 2024年7月28日に出演した『サンデージャポン』にて、パリ五輪に出場するブレイキン男子の半井重幸（ダンサー名・SHIGEKIX）は高校の同級生であり、さらにサッカー男子の藤尾翔太も「同じクラスのいつメン」「よく3人で遊んだりとか」と話した[17]。
- 普段は大阪に住んでおり、東京と大阪を行き来し、ホテル暮らしをしている[18]。洗濯の仕方が分からないため、ホテルからダンボールに詰めて実家に送っている[19]。
- 父親が青森県出身であり[20]、青森で暮らす祖母の同級生が吉幾三である[21]。

## 出演

### ファッションショー
- 東京ガールズコレクション
  - TGC　2021A/W（9月4日）
  - 第37回 マイナビ 東京ガールズコレクション 2023 AUTUMN／WINTER（2023年9月2日、さいたまスーパーアリーナ）[22]
  - CREATEs presents TGC KITAKYUSHU 2023 by TOKYO GIRLS COLLECTION（2023年10月7日、西日本総合展示場新館）[23]
  - TGC MATSUYAMA 2024 by TOKYO GIRLS COLLECTION（2024年7月13日、愛媛県武道館）[24]
- 関西コレクション
  - 関西コレクション2019 A/W
  - 2021A/W（9月5日）
- OKINAWA COLLECTION(沖縄コレクション) 2023（2023年9月24日、波の上うみそら公園）[25]
- Rakuten GirlsAward 2023 AUTUMN/WINTER（2023年9月30日、幕張メッセ）[26]
- ミュゼプラチナム Presents SAPPORO COLLECTION 2023 AUTUMN／WINTER（2023年11月4日、北海きたえーる）[27]

### テレビ番組

#### バラエティ・情報
- 一夜づけ（2021年4月 - 2022年4月、テレビ東京） - 9期生（レギュラー）
- 教えて!ニュースライブ 正義のミカタ（2021年5月1日 - 、朝日放送テレビ） ※複数回ゲスト出演
- 踊る!さんま御殿!!（2021年5月11日 - 、日本テレビ） ※複数回ゲスト出演
- サンデージャポン（2021年6月13日 - 、TBS） ※複数回ゲスト出演
- ダウンタウンDX（2021年7月1日 - 、読売テレビ） ※複数回ゲスト出演
- 有吉ジャポンII ジロジロ有吉（2021年7月3日 - 、TBS） ※複数回ゲスト出演
- オオカミ少年（2021年9月3日 - 、TBS） ※複数回ゲスト出演
- 超無敵クラス（2021年10月5日 - [注 3]、日本テレビ） - 超無敵クラスメンバー（レギュラー）→オーバーエイジ枠（不定期出演）
- ヒロミ・指原の“恋のお世話始めました”（2021年12月24日・2022年10月21日、テレビ朝日・ABEMA）
- ヒューマングルメンタリー オモウマい店（2022年2月8日・2023年3月21日・12月19日、日本テレビ）※中京テレビ制作
- ポップUP!（2022年4月7日 - 12月22日、フジテレビ） - 木曜隔週レギュラー
- 阿佐ヶ谷アパートメント（2022年4月 - 6月[注 4]、NHK総合テレビ） ※複数回出演
- 呼び出し先生タナカ（2022年4月24日 - 、フジテレビ） -  生徒 ※複数回出演
- 世界をちょっとだけ変えるサミット（2022年4月27日 - 2023年12月24日〈月1回程度不定期放送〉、関西テレビ） - MC
- やすとも・淳のクイズレ（2022年7月28日 - 、毎日放送） - 若モンゲスト ※複数回出演
- ダウンタウンvsZ世代 ヤバイ昭和 あり?なし?（2022年8月13日 - 、日本テレビ） - Z世代代表 ※複数回出演
- ゆうちゃみ & 川口葵 フォトジェトリップ in Tokyo（2023年1月10日、テレビ大阪）
- ダンサーズイレブン（2023年2月4日 - 25日、BSJapanext） - MC[28]
- なにわんFES 2023（2023年3月5日・12日【関西地方】 /  同年7月29日〈28日深夜〉【全国】、NHK総合テレビ） - MC
- PS純金（2023年6月23日・2023年12月15日、中京テレビ）
- ネプリーグ（フジテレビ、2023年11月13日 ）
- ゆうちゃみ・ゆいちゃみの教えて!大阪府議会（2024年1月7日 - 3月24日、関西テレビ） - MC
- おかべろ「タレント履歴書」（2024年7月27日、関西テレビ） - 妹・古川結菜と一緒に出演
- こどもディレクター（2024年8月14日、日本テレビ）※中京テレビ制作
- 新幹線タイムマシン（2024年10月2日、NHK総合） - ゲスト[29]
- ガチゴルフ 〜目指せ100切り! 人気プロの超絶レッスン〜（2024年10月6日 - 12月22日 、関西テレビ）
- 逃走中〜大みそかSP〜（2024年12月31日、フジテレビ）
- うまレボ!（2025年1月4日 - 、フジテレビ） - DAIGOと共にMC[30]

#### テレビドラマ
- 鹿楓堂よついろ日和 第7話（2022年2月26日、テレビ朝日） - 女性客 役[31]
- あなたのブツが、ここに（2022年8月22日 - 9月29日、NHK総合） - しずく 役[32]
- 何かおかしい2 第10話（2023年6月7日、テレビ東京） - 本人 役
- 恋愛戦略会議（2024年3月13日 - 16日、フジテレビ） - 早乙女乃愛 役[33]
- 筋トレサラリーマン 中山筋太郎〜メリークリスマッスル編〜（2024年12月19日、読売テレビ・日本テレビ） - さとりな 役[34]
- どうせ死ぬなら、パリで死のう。（2025年3月16日、NHK総合） - 萩原雪乃 役[35]

### ラジオ番組
- オレたちゴチャ・まぜっ!〜集まれヤンヤン〜（2021年4月25日 -2022年4月17日 、MBSラジオ） - ヤンヤンガールズ13期生
- ゆうちゃみのオールナイトニッポン0(ZERO)（2024年12月3日 - 12月31日、ニッポン放送） - 火曜日の月替わりパーソナリティー

### WEB番組

#### バラエティ
- Popteenカバーガール戦争 シーズン1（2018年11月2日 - 2019年2月22日 - 、ABEMA）
- 恋するメソッド（2021年6月28日 - 、ABEMA） - レギュラー
- ハライチのYAMI（2021年7月1日・8日、smash.）
- 美偉人伝（2021年11月12日 - 2022年4月22日、U-NEXT） - アシスタント
- 恋する♥週末ホームステイ Season21（2022年3月15日 - 5月10日、ABEMA） - Season MC
- 陣ちゃみ出版（2023年8月9日、ニコニコ生放送・アイドル専門チャンネル ニコドル） - 編集部員（レギュラー）[36]

#### 配信ドラマ
- やり直したいファーストキス（2022年8月3日 - 9月3日、TVer・Hulu・YouTube） - 山田マユカ 役

### イベント
2011年
- EXILE LIVE TOUR バックダンサー出演

2013年
- EXILE LIVE TOUR バックダンサー出演
- EXILE 〜こんな世界を愛するため〜 MV出演
- プロ野球オリックス・バファローズ ハーフタイムショー出演

2014年
- 東京ガールズオーディション

2018年
- プロ野球オリックス・バファローズ 始球式
- Jリーグセレッソ大阪オープニングイベント出演

2019年
- 超十代-ULTRA TEENS FES 2019@TOKYO
- FASHION LEADERS 2019 S/S
- 超夏休み2019 超十代×音魂 OTODAMA SEA STUDIO
- EXIT featuring NANA ワンチャン・サマLOVE MV出演
- TGC teen 2019 Summer
- SPINNS渋谷109来店イベント
- TGC teen 2019 Winter
- FASHION LEADERS 2019 A/W

2021年
- egg fes
- 墨田区ネット討論会（6月26日）
- TGC teen2021 S/S（7月27日）
- 奈良コレクション（8月8日）
- K-1 WORLD GP 2021 JAPAN スペシャルラウンドガール（12月4日）[37][38]

### 広告
- BANANACHIPS（2014年）
- KANGOL（2019年）
- Rady（2019年） - 年間イメージモデル
- dazzy（2019年） - 年間イメージモデル

### CM
- 阪神住建 スパワールド（2023年7月15日 - ）[39]
  - 「ゆうちゃみにまかせろ」篇
  - 「夜もアゲ」篇
  - 「家族で遊びつくそ」篇
  - 「あなたはどっちゃみ」篇
- ACジャパン（2024年7月1日 - ）ゆうちゃみの3日ぶん（全国キャンペーン）
- エースコック わかめラーメン「令和」篇（2025年2月2日 - ）[40]

### PR・キャンペーン
- ジュラシック・ワールド/新たなる支配者特別アンバサダー（2022年7月20日 - ）[41][42]
- 東大阪魅力PR大使（2023年11月3日 - ）[43]

## 書籍

### 写真集
- ゆうちゃみ写真集『ゆうな』（2022年9月8日、講談社）ISBN 978-4065296479[44]
- ゆうちゃみ2nd写真集「ちゃみSummer」（2024年9月4日、講談社）ISBN 978-4065372463

### デジタル写真集
- 身長175cm、令和の白ギャル五箇条（2021年6月28日、週刊プレイボーイ）[45]
- ギャルと清楚の二刀流!!（2021年11月15日、週刊プレイボーイ）[46]
- HAPPY SMALE FRIDAY（2022年6月17日、講談社）[47]
- 白肌VENUS（2022年6月17日、講談社）[48]
- ヤンマガアザーっす!〈YM2022年14号公開未カット〉（2022年7月1日、講談社）
  - ヤンマガアザーっす！〈YM2023年11号未公開カット〉（2023年4月7日、講談社）[49]
- ゆうちゃみ写真集 Gテレデジタル!（2022年7月17日、KADOKAWA）[50]
- ギャルも清楚も!ゆうちゃみだっちゅ〜の!!（2022年8月22日、週刊プレイボーイ）[51]
- ゆうなにガチ恋 vol.1（2023年7月13日、講談社）[52]
  - ゆうなにガチ恋 vol.2 豪華100カット超完全版（2023年7月13日、講談社）[53]

## 音楽
- あなたに捧げる応援歌（2024年10月30日、配信リリース） ※ミュージックビデオには妹のゆいちゃみ、柔道選手の角田夏実が出演